# Fantine Harduin
Fantine Harduin (Mouscron, 23 de gener de 2005) és una actriu belga.

## Biografia
Procedent d'una família d'artistes, Fantine es va introduir a l'escenari molt aviat i va trepitjar les taules des de molt jove. Al costat del seu pare, Laurent Harduin, presenta els diferents artistes convidats en el marc de les temporades Fous Rires Garantis a l'escenari del Centre Cultural de Mouscron.
El 2012, per a la celebració de l'escola, encara amb el seu pare, Fantine va crear un número de mentalisme. També apareixerà a la primera edició del programa de RTL TVI Belgium's Got Talent davant el jurat format per Maureen Dor, Carlos Vaquera i Paul Ambach.
Després d'aquesta experiència, Fantine Harduin va provar la seva primera audició de cinema a la primavera de 2013. Així va aconseguir el seu primer paper al curtmetratge Taram Tarambola, on treballà amb Sam Louwyck. Després interpretarà Mouche, una nena de set anys en un curtmetratge de Catherine Cosme Les amourantes amb Marc Zinga.
A finals de 2014, va fer una petita aparició al llargmetratge Les Nouvelles Aventures d'Aladin, al costat de Kev Adams i Michel Blanc. L'estiu del 2015 va participar en un altre rodatge interpretant Erika, una de les germanes de Fanny, heroïna de Le Voyage de Fanny de Lola Doillon juntament amb Cécile de France i Stéphane De Groodt.
Després aparegué a Happy End de Michael Haneke, amb Isabelle Huppert, Jean-Louis Trintignant i Mathieu Kassovitz. La pel·lícula es va presentar al 70è Festival Internacional de Cinema de Canes.
Continua amb el rodatge d'Osselets d'Elodie Bouédec. Seguida el 2017 per Dans la brume de Daniel Roby amb Romain Duris i Olga Kurylenko. Ella interpreta Celia, la filla d'Emmanuelle Devos a Amin de Philippe Faucon.
El 2020, Fantine interpreta Gloria a la pel·lícula de Fabrice Du Welz Adoration per la qual va rebre el premi d'actuació al Festival Internacional de Cinema Francòfon de Namur.
El 2021 va acabar el rodatge de Colocs de choc (aka Rétro Therapy) d'Elodie Lélu, on interpreta el paper principal amb Olivier Gourmet i Hélène Vincent (estrenada el maig de 2024).

### Televisió
Després d'una aparició als dos últims capítols de la temporada 5 de Engrenages, Fantine es troba al cor de la intriga de la segona temporada de la sèrie belga Ennemi public el 2018 (Rtbf -TF1).
El 2021, va interpretar el paper d'Eléonore a la minisèrie de France 2 L'Absente amb Thibault de Montalembert i Clotilde Courau.
El 2022 sota la direcció de Christophe Campos assumeix el personatge principal de la sèrie Prométhée (TF1) amb Camille Lou it Odile Vuillemin.

## Filmografia

### Cinema

#### Llargmetratges
- 2015 : Les Nouvelles Aventures d'Aladin d'Arthur Benzaquen :  Lilly
- 2016 : Le Voyage de Fanny de Lola Doillon : Erika
- 2017 : Happy End de Michael Haneke : Eve (competició oficial 70è Festival Internacional de Cinema de Canes)
- 2018 : Dans la brume de Daniel Roby : Sarah
- 2018 : Amin de Philippe Faucon : Célia (seleccionadala Quinzena de Cineastes)
- 2019 : Adoration de Fabrice Du Welz : Gloria
- 2024 : Colocs de choc (aka Rétro Therapy) d'Élodie Lélu : Manon

#### Curtmetratges
- 2013 : Taram Tarambola de Maria Castillejo Carmen : Anna
- 2014 : Les Amoureuses de Catherine Cosme : Mouche
- 2017 : Les Osselets d'Elodie Bouedec : Fantine
- 2019 : Deux ou trois choses de Marie Jacobson d'Anne Azoulay
- 2019 : #ANITA de Félicien Bogaerts, Arnaud Huck i Ilyas Sfar : Anita
- 2023 : Fake it till you make it de Laura Petrone i Guillaume Kerbusch : Elza
- 2024 : A la limite de Clotilde Colson : Jeanne

### Televisió
- 2014 : Engrenages (2 episodis)
- 2016 - 2019 : Ennemi Public - saisons 1 et 2
- 2021 : L'Absente, minisèrie de Karim Ouaret : Éléonore
- 2022 : Prométhée, minisèrie de Christophe Campos : Prométhée
- 2024 : Cette Nuit-là, minisèrie de Myriam Vinocour : Zoé Forestier
- 2024 : La Chute de Paris, minisèrie d'Oded Ruskin et Hans Herbots
- 2025 : Merteuil de Jessica Palud : Cécile de Volanges

## Premis
- Festival Internacional de Cinema Francòfon de Namur 2019 : Bayard d’Or a la millor interpretació per "Adoration"
- LII Festival Internacional de Cinema Fantàstic de Catalunya Sitges 2019 : Menció especial del jurat per "Adoration"[6]